# Natalia Makarowa
Natalia Romanowna Makarowa (ros. Ната́лия Рома́новна Мака́рова, ur. 21 października lub 21 listopada 1940 w Leningradzie) – rosyjska tancerka baletowa, inscenizatorka i choreografka. Uznawana za jedną z najlepszych tancerek klasycznych. Mary Clarke i Clement Crisp napisali w 1981, że „jej występy wyznaczają wysokie standardy artyzmu i arystokracji tanecznej, które czynią ją najlepszą baletnicą swojego pokolenia na Zachodzie”.

## Życiorys

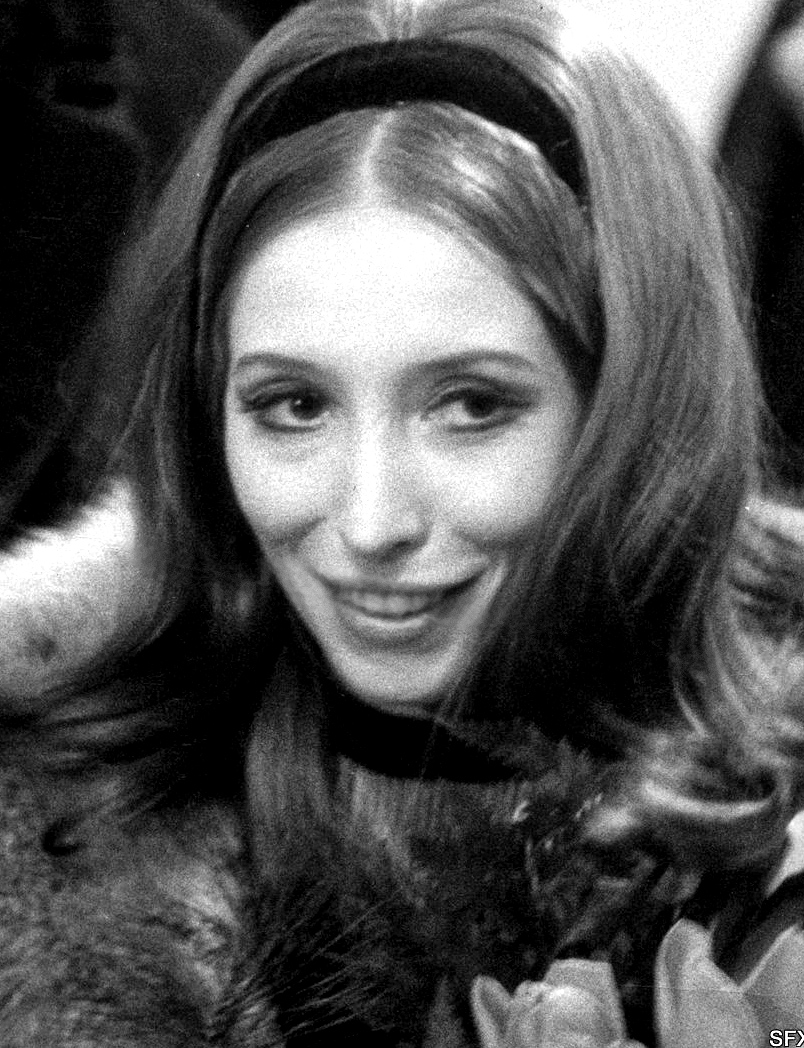
Natalia Makarowa (1971)

Urodziła się w Leningradzie w Rosyjskiej Federacyjnej Socjalistycznej Republice Radzieckiej. W wieku 12 lub 13 lat została przyjęta do Leningradzkiej Szkoły Choreografii. Uczyła się w klasie eksperymentalnej. Mimo że większość uczniów rozpoczęła naukę już w wieku 9 lat, zdołała nadrobić zaległości i w ciągu sześciu lat nauki zaliczyła cały dziewięcioletni cykl edukacyjny.
Po ukończeniu szkoły rozpoczęła pracę w Leningradzkim Państwowym Akademickim Teatrze Opery i Baletu im. S.M. Kirowa. Po niedługim czasie uzyskała tam status primabaleriny. Następnie w 1970 roku podczas trasy koncertowej w Londynie uciekła na Zachód. W późniejszym czasie Makarowa nawiązała współpracę z zespołami Amerykańskiego Teatru Baletowego w Nowym Jorku oraz Baletu Królewskiego w Londynie.
Gdy po raz pierwszy przybyła na Zachód, poszerzyła swój repertuar choreograficzny, tańcząc balety współczesne. Jednocześnie nadal była najbardziej znana ze swoich klasycznych ról. Utożsamiano ją na przykład z takimi postaciami jak Odette/Odile, którą zagrała w Jeziorze łabędzim oraz z Giselle. W grudniu 1975 wraz z partnerem tanecznym Michaiłem Barysznikowem pojawili się w jednym z odcinków serialu BBC Arena. W 1976 roku Makarowa wystąpiła w spektaklu Jezioro łabędzie wystawionym w American Ballet Theatre, transmitowanym na żywo z Lincoln Center for the Performing Arts przez telewizję PBS i National Public Radio. Po rezygnacji dyrektor artystycznej ABT Lucii Chase na to stanowisko zgłosili kandydaturę zarówno Makarowa, jak i Barysznikow. Po tym, jak posadę dyrektora otrzymał Barysznikow, Makarowa wyjechała wraz z zespołem Royal Ballet of London.
Nadal występowała w wielu różnych rolach, zwłaszcza jako Giselle w balecie romantycznym o tym samym tytule. W 1989 roku powróciła do zespołu Baletu Kirowa i ponownie spotkała się z rodziną oraz byłymi kolegami i nauczycielami. Jej emocjonalny powrót do domu został udokumentowany w filmie Makarova Returns. Po występach w swoim macierzystym teatrze wycofała się z tańca, przekazując swoje buty i kostiumy do Muzeum Kirowa. Dziś Makarowa wystawia balety takie jak Jezioro łabędzie, Bajadera i Śpiącą królewnę dla publiczności z całego świata. Zrezygnowała z tańca z powodu odnoszenia coraz częstszych kontuzji, szczególnie kolan. W czasie swojej kariery otrzymała nagrodę Tony Award, a także wiele innych nagród scenicznych za występy w broadwayowskim spektaklu On Your Toes. Grała także Lydię Łopokową (Lady Keynes) w Wooing in Absence Patricka Garlanda. Po raz pierwszy został on wykonany w Charleston Farmhouse, a następnie w Tate Britain.

### Życie prywatne
Wyszła za mąż trzy razy. Pierwszy raz za tancerza baletowego, drugi raz za reżysera. W 1976 poślubiła przemysłowca Edwarda Mitri Karkara. Para doczekała się syna, Andrieja. Karkar zmarł 22 grudnia 2013 w wieku 81 lat.

## Nagrody i wyróżnienia
Uhonorowana m.in.:
- 1965 – Złotym Medalem Międzynarodowego Konkursu Baletowego w Warnie[3]
- 1969 – Godnością Zasłużonego Artysty Federacji Rosyjskiej[12]
- 1970 – Nagrodą Anny Pawłowej i nagrodą krytyków w Paryżu[3]
- 1983 – Nagrodą Tony Award, Najlepsza aktorka w musicalu – On Your Toes (Broadway)[8]
- 2012 – Nagrodą Kennedy Center Honor[13]

## Repertuar
Jej repertuar obejmował między innymi występy w następujących spektaklach baletowych:
- Ciemne Elegie
- Ogród bzów
- Słup ognisty
- Temat z wariacjami
- Apollo i muzy
- Bajadera
- Królestwo Cieni
- Coppelia
- Córka źle strzeżona
- Sylfida
- Don Kichot
- Rajmonda
- Święto wiosny
- Ognisty ptak
- Giselle
- Jezioro Łabędzie
- Śpiąca królewna
- Chopiniana
- Cudowny mandaryn
- Pas de Quatre
- Manon
- Adaptacje Romea i Julii

### Oryginalne produkcje wystawione i wyreżyserowane przez Makarową
- 1974 – Królestwo Cieni – American Ballet Theatre
- 1980 – Bajadera – American Ballet Theatre
- 1983 – Paquita – American Ballet Theatre
- 1984 – Królestwo Cieni – Balet Narodowy Kanady
- 1985 – Królestwo Cieni – London Festival Ballet
- 1986 – Królestwo Cieni – Teatro Municipal – Rio de Janeiro, Brazylia
- 1988 – Jezioro łabędzie – London Festival Ballet
- 1989 – Bajadera – Królewski Balet Szwecji
- 1989 – Bajadera – Balet Królewski – Covent Garden – Londyn
- 1991 – Paquita – Balet Narodowy Kanady
- 1991 – Paquita – Universal Ballet Company of Seoul, Korea Południowa
- 1992 – Bajadera – Balet La Scala
- 1992 – Bajadera – Teatro Colón, Argentyna
- 1997 – Bajadera – Fiński Balet Narodowy
- 1997 – Bajadera – Ballet de Santiago, Chile
- 1998 – Bajadera – Balet Australijski
- 2000 – Królestwo Cieni – Balet San Francisco
- 2000 – Giselle – Królewski Balet Szwecji
- 2000 – Bajadera – Teatro Municipal, Rio de Janeiro
- 2001 – Jezioro Łabędzie – Teatro Municipal, Rio de Janeiro
- 2002 – Bajadera – Balet Hamburski
- 2003 – Śpiąca królewna – Royal Ballet – Covent Garden – Londyn
- 2002 – Paquita – Balet San Francisco
- 2004 – Bajadera – Teatr Wieki Opera Narodowa, Warszawa,
- 2005 – Jezioro Łabędzie – Balet Permski w Rosji
- 2007 – Bajadera – Holenderski Balet Narodowy
- 2007 – Jezioro Łabędzie – Narodowy Balet Chin
- 2008 – Bajadera – Corella Ballet, Teatro Real, Madryt
- 2009 – Bajadera – Balet Tokijski
- 2013 – Bajadera – Narodowy Balet Ukrainy, Kijów[14]